# 濁流 (1947年の映画)
『濁流』（だくりゅう、フランス語: Le diable souffle）は、エドモン・T・グレヴィルが監督し、1947年に公開されたフランスの映画。

## あらすじ
フランスとスペインの国境の川の川中島に住むローランは、フランス側に渡ってルーヴェンヌに出会う。彼女を気に入った彼は、彼女を島に連れ帰る。同じころ、スペインの共和党員ディエゴ（ジェゴ）が島に逃げ込んでくる。突然の嵐で川が急流とな理、島が孤立する中、ルーヴェンヌは虫垂炎を発症する。ディエゴは医者で、すぐに手術することを提案するが、彼はすぐに患者であるルーヴェンヌに恋してしまう...